# آدم ريبون
آدم ريبون (بالإنجليزية: Adam Rippon)‏ (من مواليد 11 نوفمبر 1989) لاعب متزلج أمريكي سابق. فاز ببطولة القارات الأربع لعام 2010 والبطولة الوطنية الأمريكية لعام 2016. في وقت سابق من حياته المهنية، فاز ببطولة العالم للناشئين لعامي 2008 و2009، ونهائي سباق الجائزة الكبرى للناشئين 2007–08، واللقب الوطني الأمريكي للناشئين لعام 2008. تم اختيار ريبون لتمثيل الولايات المتحدة في دورة الألعاب الأولمبية الشتوية 2018 في بيونغتشانغ، كوريا الجنوبية.

## روابط خارجية
- آدم ريبون على موقع الاتحاد الدولي للتزلج (الإنجليزية)
- آدم ريبون على موقع اللجنة الأولمبية الدولية (الإنجليزية)
- آدم ريبون على موقع أوليمبيديا (الإنجليزية)
- آدم ريبون على موقع اللجنة الأولمبية والبارالمبية الأمريكية (الإنجليزية)